# Haus der Kunst
Haus der Kunst er et kunstmuseum i München, Tyskland, uden en permanent kunstsamling, og udstiller moderne og samtidskunst. Museet er beliggende på Prinzregentenstraße 1 ved sydlige kant af Englischer Garten, Münchens største park.

## Nazi-Tyskland
Bygningen blev opført fra 1933 til 1937 efter arkitekt Paul Ludwig Troosts planer som Nazi-Tysklands første monumentale bygning ud fra den nazistiske arkitektur og som nazistisk propaganda. Museet, der derefter kaldes Haus der Deutschen Kunst, blev åbnet den 18. juli 1937, som et udstillingsvindue for det det nazistiske parti betragtede som Tysklands fineste kunst, med en militærparade og et historisk festspil. Den oprindelige udstilling var Große Deutsche Kunstausstellung (dansk: Store Tyske Kunstudstilling), der skulle stå i kontrast til den degerenerede kunst, som blev udstillet i samtiden på en anden kunstudstilling.
Den 15. og 16. juli 1939 blev Große Deutsche Kunstausstellung inde i Haus der Deutschen Kunst suppleret med den monumentale Tag der Deutschen Kunst-fejring af "2.000 års germansk kultur", hvor luksuriøst draperede pontoner (en af dem bar en 5 meter høj gylden nazistisk Reichsadler/rigsørn) og tusinder af skuespillere i historiske kostumer parerede i timesvis Prinzregentenstraße i nærværelse af Adolf Hitler, Hermann Göring, Joseph Goebbels, Heinrich Himmler, Albert Speer, Robert Ley, Reinhard Heydrich og mange andre højtstående nazister. Mindre begivenheder fandt sted i Englischer Garten.
Tag der Deutschen Kunst i 1939 blev dokumenteret af en gruppe hobby-cinematografer på 16 mm Kodachrome farvefilm. Den resulterende film på 30 minutter er stadig uberørt i dag på grund af Kodachroms usædvanlige arkivegenskaber og er tilgængelig i en række udgaver på VHS og DVD, såsom Farben 1939 - Tag der Deutschen Kunst i München.

## Efterkrigstiden
Efter afslutningen af 2. verdenskrig blev museumsbygningen første gang brugt af de amerikanske besættelsesstyrker som et officerkasino; i den tid blev bygningen kendt som "P1", en forkortelse af dens adresse. Bygningens oprindelige formål kan stadig ses i form af swastika-motivmosaikker i loftpladerne over dens terrasse.
Fra 1946 begyndte museumslokalerne, der blev opdelt i flere mindre udstillingsområder, at blive brugt som midlertidigt udstillingsrum til messer og besøgende kunstudstillinger. Nogle dele af museet blev også brugt til at fremvise værker fra de af Münchens kunstgallerier, der var blevet ødelagt under krigen. De originale trin ved bygningens indgang blev fjernet for at gøre plads for en vejtunnel, der åbnede i 1972. 
I 2002 flyttede (den tyske) Nationalsamlingen af Moderne og Samtidskunst ind i Pinakothek der Moderne. Mens museet i dag ikke er i besiddelse af en permanent kunstsamling/udstilling, bruges museet stadig som venue for midlertidige og rejsende udstillinger, inklusive Tutankhamun, Zeit der Staufer, Gilbert and George (2007), Andreas Gursky (2007), Anish Kapoor (2007), Ai Weiwei (2009), Ellsworth Kelly (2011), Georg Baselitz (2014), Louise Bourgeois (2015), og Frank Bowling (2017). Et joint venture fra 2012 med Museum of Contemporary Art, Los Angeles, Ends of the Earth: Land Art to 1974 var den første store museumsundersøgelse af Land art i verden. Museet høstede også anerkendelse for udstillingen Efterkrigstidens: Kunst mellem Stillehavet og Atlanterhavet, 1945-1965 i 2016, en indsats for at fortælle et globalt kunstnarrativ i de to årtier efter 2. verdenskrig. Et retrospektiv fra 2019 af den ghanesiske billedhugger El Anatsui blev museets bedst besøgte show på 10 år.
I 2013 fik den London-baserede arkitekt David Chipperfield til opgave at fremlægge planer for renovering af Haus der Kunst; planerne blev til sidst præsenteret for offentligheden i 2016. Den planlagte renovering skulle gøre plads til filmiske-, perfomance- og musikalske events og kostede omkring 60 millioner euro. Chipperfield foreslog også at åbne blokerede ovenlys for at give dagslys ind i bygningen.
Efter den kunstneriske leder Okwui Enwezors afgang grundet sundhedsmæssige årsager i 2018, udnævnte Haus der Kunst en ekspertkommission til at føre tilsyn med programplanlægning og strategi mellem 2019 og 2020. Kommissionen blev ledet af Bice Curiger og omfattede også Achim Hochdörfer fra Museum Brandhorst og samleren Ingvild Goetz. I 2019 valgte et udvælgelsesudvalg Andrea Lissoni som ny kunstnerisk leder; udvalgets formand var Nina Zimmer og omfattede Daniel Birnbaum, Doryun Chong, Susanne Gaensheimer og Nicholas Serota.

## Samling
På trods af at museet er en ikke-samlende institution har Haus der Kunst gennem årene modtaget adskillige kunstværker.
I 2011 blev Haus der Kunst et partnerskab med den private Goetz Collection for at co-kuratere udstillinger af videokunst opsat. I 2013 var det en af modtagerne - sammen med de bayerske statsmuseer og Neues-museet i Nürnberg - da Ingvild Goetz donerede sin samling af videokunst til delstaten Bayern og lavede samlingen som helhed, der indeholder næsten 5.000 værker, tilgængelig på permanent lån.
I 2017 donerede den jødiske kunstner Mel Bochner sit stykke Joys of Yiddish (2012-15) til Haus der Kunst. Den består af en liste over jiddiske ord i gult på sort og krydser museets facade som en påmindelse om sprogets tragiske forsvinden fra den tyske kultur.

## Ledelse

### Direktører
- 1993–2003: Christoph Vitali
- 2003–2011: Chris Dercon
- 2011–2018: Okwui Enwezor[8]
- Fra 2020: Andrea Lissoni[12]

### Finansiering
Staten Bayern er Haus der Kunsts største aktionær og forsyner museet med millioner af euro hvert år. Siden 1983 huser Haus der Kunst også natklubben P1, Münchens berømte V.I.P.-destination; huslejen er en af museets indtægtskilder.
I 2011 forlod direktør Chris Dercon Haus der Kunst med en kapital på € 1,5 millioner. I sin embedsperiode overså Enwezor den indledende indsamling til den planlagte renovering af Haus der Kunst til 150 millioner euro. I 2018 annullerede Haus der Kunst imidlertid en udstilling af video- og performancekunstner Joan Jonas, med henvisning til "en vanskelig økonomisk situation, der stammer fra fortidens ledelsesfejl." Museet måtte også udsætte et Theaster Gates-show indtil 2019.

## Kontrovers
I marts 2017 fik en skandale international medieopmærksomhed, da direktøren for Haus der Kunst, Okwui Enwezor, fyrede et medlem af Scientologi-kirken ud fra mandens religiøse tilknytning. I Bayern skal medarbejderne underskrive, at de ikke er scientologer for at få ansættelse, hvis institutionen modtager økonomisk støtte fra den bayerske regering.

## Eksterne links
- GDK Research, forskningsplatform for billeder af de store tyske kunstudstillinger 1937-1944 i München
- Komplette kataloger over alle de store tyske kunstudstillinger 1937-1944
- Virtuel rekonstruktion af Haus der Deutschen Kunst Arkiveret 2. februar 2020 hos  Wayback Machine
- Haus der Deutschen Kunst
- Museets hjemmeside
- P1-natklubwebsted
- Interview med kuratoren fra museet af amadelio, 2006
- "Nazi Art and Architechture: Monumentalism: German House of Art". Robert Schwartz, Department of History, Mount Holyoke College. Arkiveret fra originalen 23. juli 2006.
- "Interior exhibition at the German House of Art, 1937". Robert Schwartz, Department of History, Mount Holyoke College. Arkiveret fra originalen 7. september 2004.

48°08′39″N 11°35′09″Ø / 48.144115°N 11.585939°Ø